# Фрейзи, Джейн
Джейн Фре́йзи (англ. Jane Frazee; 18 июля 1915, Дулут, Миннесота — 6 сентября 1985, Ньюпорт-Бич, Калифорния) — американская актриса кино и телевидения, певица, менее известна как танцовщица.

## Биография
Мэри Джейн Фрес (настоящее имя актрисы) родилась 18 июля 1915 года (согласно другим источникам — 1918 года) в городе Рамси (согласно другим источникам — в Сент-Поле или Дулуте), расположенном в штате Миннесота (США). Отца звали Уолтер, он работал инженером-строителем; мать — Ольга. Старшая сестра — Рут (1913—1996; с 1940 по 1950 год была женой сценариста, драматурга, продюсера и режиссёра Нормана Красна (1909—1984)); когда Джейн было шесть лет, они с сестрой создали «поющую водевильную» группу с незатейливым названием «Сёстры Фрейзи», которая успешно гастролировала по стране и снималась в кино, пока не прекратила своё существование в 1940 году.
С 1936 года Джейн начала сниматься в кино (за три года она появилась в семи короткометражных лентах в роли самой себя: Джейн из «Сестёр Фрейзи»). С 1940 года начала играть серьёзные роли в полнометражных картинах. Была довольно востребованной актрисой на протяжении 1940-х годов, преимущественно играла роли во второсортных вестернах; в первой половине 1950-х годов снималась в основном в телесериалах. Поначалу работала на киностудию Republic Pictures, получая 250 долларов (около 4900 долларов в ценах 2022 года) в неделю; потом подписала контракт с Universal Pictures, затем — с Columbia Pictures; после Второй мировой войны снималась для Monogram Pictures и Lippert Pictures. Под конец карьеры заключила контракт с Warner Bros. и снялась в ряде короткометражных фильмов серии «Джо Макдукс». В 1956 году закончила кино-карьеру и открыла довольно успешный бизнес в сфере недвижимости.
Джейн Фрейзи скончалась 6 сентября 1985 года в городе Ньюпорт-Бич (штат Калифорния) от пневмонии.

### Личная жизнь
Джейн Фрейзи была замужем трижды:
1. Гленн Трайон[англ.] (1898—1970), актёр, сценарист, режиссёр и продюсер[10]. Брак заключён 28 мая 1942 года, 16 апреля 1947 года последовал развод[11]. От брака остался сын по имени Тимоти[12][4].
2. Уайти Кристенсен. Брак заключён 24 апреля 1948 года[13], до июня 1957 года последовал развод. Детей не было.
3. Дэвид Хью Литерман. Брак заключён 10 июня 1957 года, позднее последовал развод. Детей не было.

## Избранная фильмография

### Актриса
Широкий экран
- 1941 — Рядовые[англ.] / Buck Privates — Джуди Грей
- 1941 — Ад раскрылся[англ.] / Hellzapoppin’ — Китти Рэнд
- 1942 — Что готовим?[англ.] / What's Cookin'? — Энн Пэйн
- 1942 — Лунный свет в Гаване[англ.] / Moonlight in Havana — Глория Джексон
- 1942 — Когда Джонни вернётся домой[англ.] / When Johnny Comes Marching Home — Джойс Бентон
- 1943 — Ритм островов[англ.] / Rhythm of the Islands — Джоан Холтон
- 1944 — Почти твоя[англ.] / Practically Yours — в роли самой себя: певица
- 1945 — Скандалы Джорджа Уайта[англ.] / George White's Scandals — шоугёл[англ.] (в титрах не указана)
- 1948 — Под звёздами Калифорнии[англ.] / Under California Stars — Каролина Буллфинчер
- 1948 — Последний из Диких Лошадей[англ.] / Last of the Wild Horses — Джейн Купер

Телевидение
- 1947 — Государственный обвинитель[англ.] / Public Prosecutor — Кэй Роджерс (в эпизоде The Case of the Dead Man's Voice)
- 1950 — Одинокий рейнджер[англ.] / The Lone Ranger — Тони Карвер (в эпизоде White Man's Magic[англ.])
- 1952 — Шоу Джина Отри[англ.] / The Gene Autry Show — Джейн Уинслоу (в эпизоде The Ruthless Renegade)
- 1952 — Бьюла[англ.] / Beulah — Элис Хендерсон (в 11 эпизодах)
- 1952 — Горный всадник[англ.] / The Range Rider — Мэрион Нокс (в эпизоде Pale Horse)
- 1953 — Дни в Долине Смерти / Death Valley Days — Мелоди Маршалл (в эпизоде The Rival Hash Houses)
- 1953 — Шоу Эбботта и Костелло[англ.] / The Abbott and Costello Show — Гильда (в эпизоде The Paperhangers[англ.])
- 1953 — Приключения Супермена[англ.] / Adventures of Superman — фермерша (в эпизоде Panic in the Sky[англ.])
- 1955 — Линейка[англ.] / The Lineup — Луиза Уотсон (в эпизоде The False Witness Case)

### Исполнение песен
- 1941 — Рядовые[англ.] / Buck Privates — «I Wish You Were Here»
- 1941 — Ад раскрылся[англ.] / Hellzapoppin’ — «You Were There»
- 1942 — Что готовим?[англ.] / What's Cookin'? — 4 песни
- 1942 — Лунный свет в Гаване[англ.] / Moonlight in Havana — 5 песен
- 1942 — Когда Джонни вернётся домой[англ.] / When Johnny Comes Marching Home — 4 песни
- 1943 — Ритм островов[англ.] / Rhythm of the Islands — «I've Set My Mind on You»
- 1948 — Под звёздами Калифорнии[англ.] / Under California Stars — «Under California Stars»